# Jesus Christ Superstars
 (février 2018).
Albums de Laibach
Occupied Europe NATO Tour 1994-95
(1996) M.B. December 21, 1984
(1997)
Jesus Christ Superstars est un album de Laibach sorti le 28 octobre 1996. 

## Historique
Avec Jesus Christ Superstars, Laibach change une fois de plus foncièrement de style, se tournant vers le metal industriel. Ivan Novak explique ce choix de la manière suivante:
« Nous voulions parler de deux choses : la religion et les comédies musicales. A nos yeux, les concerts metal ressemblent beaucoup aux comédies musicales des années 60, du point de vue de l’iconographie. Dans la comédie musicale Jesus Christ Superstar, tous les personnages avaient les cheveux longs, comme les musiciens de metal aujourd’hui. Inconsciemment, les rockeurs cherchent à retrouver l’image de Jésus avec leurs cheveux longs. Jésus est une vraie icône pop. Le metal cherche constamment à faire la morale, cette musique ne parle que d’éthique, de religion et de Dieu. C’est la raison pour laquelle nous avons choisi d’utiliser ce genre musical pour aborder le même sujet. »
Si une partie de la production de Jesus Christ Superstars est réalisée à Londres, dont le mixage en juin et juillet 1996 au Worldwide International Studios, certaines parties sont enregistrées à Ljubljana, comme les chœurs au Studio CD ou la guitare au Studio Raingarden 9. La composition du groupe reste identique, centrée sur Milan Fras au chant, entouré de Dejan Knez , Ervin Markošek et Ivan Novak. S'y ajoutent des musiciens tels que Peter Penko à la guitare.
L'album comprend trois reprises. La plus évidente est celle de « Jesus Christ Superstar », de l'opéra-rock homonyme écrit par Andrew Lloyd Webber et Tim Rice. Le titre d'introduction de l'album « God is God », illustré par une vidéo officielle,  trouve son origine dans le disque Bible of Dreams de Juno Reactor. Enfin The Cross est tiré de l'album Sign o' the Times de Prince.

## Liste des titres
| No | Titre                       | Auteur                                  | Durée |
| -- | --------------------------- | --------------------------------------- | ----- |
| 1. | God Is God                  | Ben Watkins, Nick Burton                | 3:43  |
| 2. | Jesus Christ Superstar      | Andrew Lloyd Webber, Tim Rice           | 5:46  |
| 3. | Kingdom Of God              | Laibach, Chris Bohn, Slavko Avsenik Jr. | 5:38  |
| 4. | Abuse And Confession        | Laibach, Chris Bohn, Slavko Avsenik Jr. | 6:14  |
| 5. | Declaration Of Freedom      | Laibach, Chris Bohn                     | 5:33  |
| 6. | Message From The Black Star | Laibach, Chris Bohn                     | 5:51  |
| 7. | The Cross                   | Prince                                  | 4:55  |
| 8. | To The New Light            | Laibach, Chris Bohn, Slavko Avsenik Jr. | 5:00  |
| 9. | Deus Ex Machina             | Laibach, Slavko Avsenik Jr.             | 4:01  |

## Crédits
- Laibach - production, conception graphique
- Slavko Avsenik Jr. - arrangements (chœurs et orchestre)
- Paul Kendall - édition
- Silvester Žnidaršič - ingénieur du son
- Alan Moulder - mixage
- Kevin Paul - assistant mixage
- Simon Morris - assistant mixage
- Mandy Parnell - mastering
- Peter Penko - guitare, programmation boîte à rythme
- Gregor Zemljič - programmation boîte à rythme
- Felix Casio - synthétiseur analogique
- Monti - batterie
- Andrei Samsonov - clarinette
- Slim Smith - conception graphique

Les personnes suivantes ont participé aux chœurs : Barbara Kafol, Blaž Tomšič, Bornt Soban, Edo Strah, Francka Šenk, Janez Banko, Janja Dragan, Matjaž Prah, Peter Beltram, Polona Česarek et Tamara Avsenik, ensemble secondé par Igor Hodak et Primož Jovan. 

## Versions
- CD - Mute Records CDStumm136 (1996)
- CD (promo) - Mute Records, Mute Corporation MUSDJ 3-2 (USA, 1996)
- LP - Mute STUMM136 (Royaume-Uni, 1996)
- K7 - Mute Records 74321438574, C STUMM 136 (Pologne, 1996)
- K7 - Roton, ToCo International 931 707-4 (Roumanie, 1997)
- K7 - Mute Records (Royaume-Uni, 1996)